# Downtown – Die nackten Puppen der Unterwelt
Downtown – Die nackten Puppen der Unterwelt ist ein Schweizer Sexploitation- und Gangsterfilm mit Film-noir-Elementen von und mit Jesús Franco Manera aus dem Jahre 1975.

## Handlung
Irgendwo im sonnigen Puerto Rico: Privatdetektiv Al Pereira hat in seinem Berufsleben schon weitaus bessere Tage gesehen. Er bräuchte mehr Jobs, denn seine Kasse ist nahezu leer. Eines Tages lernt er die undurchsichtige, geheimnisvolle Cynthia kennen, die einen lukrativen Auftrag verheisst. Pereira soll einen berüchtigten Geschäftsmann und Politiker namens Ramos überwachen, da Cynthia annimmt, dass dieser sie betrügt, und Pereira soll vom Fremdgehen unbedingt entsprechende Beweisphotos schiessen. Ein leichter Job, wie Pereira scheint, und er macht sich an die Arbeit. Doch die Dame, die ihm den Auftrag erteilt hat, scheint ein Doppelspiel zu spielen und zieht ihn in eine mörderische Affäre hinein. Jedenfalls findet Pereira eines Tages Ramos tot auf und hat nun die Polizei am Hals, die ihn verdächtigt, den Politiker umgebracht zu haben.
Denn offenbar war Pereira der letzte, der Ramos lebend gesehen hat, denn er hat den Fremdgeher in eindeutiger Stellung beim Liebesspiel geknipst und sich anschliessend schleunigst aus dessen Haus geschlichen. Um seine Unschuld zu beweisen, begibt Pereira sich mit dem ermittelnden Police Inspector zu der Witwe von Ramos, um sich von ihr bestätigen zu lassen, dass sie die Auftraggeberin war. Doch Cynthia denkt gar nicht daran, Pereira zu entlasten, denn die Witwe ist jemand ganz anderes: Vor den beiden Männern steht die Pereira vollkommen unbekannte Olga Ramos, die dennoch den Privatschnüffler entlastet. Pereira kann sich aus der Geschichte keinen rechten Reim machen, da trifft er eines Tages Auftraggeberin Cynthia wieder. Sie arbeitet als Stripteasetänzerin und beginnt ihr Spinnennetz über Pereira auszuwerfen. Bald verfällt er der dunklen Sirene, doch welches Spiel treibt die echte Witwe?

## Produktionsnotizen
Downtown – Die nackten Puppen der Unterwelt wurde großenteils im August 1975 in Nizza gedreht. In Deutschland konnte man den Streifen ab Mai 1976 in den Kinos sehen. Für den Videovertrieb erhielt der Streifen den neuen Titel Schwarze Nylons, wilde Engel.

## Wissenswertes
Der Film bedeutete die erste direkte Zusammenarbeit von Europas wichtigsten Trashfilmern der 1960er bis 1980er Jahre, Jess Franco (Jesús Franco Manera) und Erwin C. Dietrich. Drehbuchautorin Christine Lembach, die für Dietrich bereits 1972 das Manuskript zu Eine Armee Gretchen verfasst hatte, wählte die für das Film-noir-Genre typischen Ingredienzien: ein «kaputter», abgehalfterter Privatdetektiv, eine gefährliche «Femme fatale» und ein undurchsichtiger Oberschurke. Während Franco den puerto-ricanischen Schmuddeldetektiv Al Pereira selbst spielen wollte, wählte er seine Lebensgefährtin Lina Romay für die Rolle der ebenso verführerischen wie undurchsichtigen Cynthia.

## Kritik
Das Lexikon des Internationalen Films nannte den Film ein «Hintertreppen-Produkt».